# Tetrahidrokanabinol
Tetrahidrokanabinol, imenovan tudi delta-9-tetrahidrokanabinol (Δ9-THC) je glavna psihoaktivna sestavina (oz. kanabinoid) rastlin rodu konoplja (Cannabis). Prvič je bila v čisti obliki izolirana leta 1964 v Izraelu. V ohlajeni obliki je steklasta trdnina, ob segrevanju pa postane viskozna in lepljiva. Farmacevtska formulacija THC, imenovana z imenom INN dronabinol, je ponekod, npr. v ZDA in v Kanadi, dostopna pod trgovskim imenom Marinol. Kot aromatski terpenoid je THC zelo slabo topen v vodi, dobro topen pa je v večini organskih topil, zlasti v lipidih in alkoholih.

## Farmakodinamika
THC povzroči psihične učinke tako, da se veže na kanabinoidne receptorje - CB1 v človeških možganih. To so beljakovine v membrani živčnih celic, na katere se normalno vežejo endogeni kanabinoidi. To so snovi, ki nastajajo v možganih in imajo zaradi vezave na iste receptorje, podobne učinke kot THC. Do sedaj znana endogena kanabinoida sta anandamid (=arahidonil etanolamin) in 2-arahidonil glicerol.
Receptorji CB1 se nahajajo v celem osrednjem živčnem sistemu, posebno še v hipokampusu, v amigdali, v malih možganih, bazalnih ganglijih in v prefrontalnem korteksu. Primarno so izraženi na glutamatnih in GABA-nergičnih živčnih končičih. Preko stimulacije s kanabinoidi zmanjšajo presinaptično izločanje glutamata ali GABA-e. Vplivi glutamata in GABA-e na zaporedje dopaminskih nevronov v ventalnih medmožganih, ki izražajo receptorje CB1 so pokazali, da eksogeni kanabinoidi spremenijo razmerje eksitacije in inhibicije, ki doseže dopaminske celice. Čeprav je opisana neto inhibicija dopamina, je najbolj dokumentiran učinek v proženju (firing) z dvigom dopaminskega izločanja na področjih predmožganov.

## Učinki

### Psihozomimetični učinki
THC lahko povroči prehodne psihotične simptome in okvaro spomina preko stimuacije receptorjev CB1.

### THC in razvoj shizofrenije
Nenormalno delovanje  prefrontalnega korteksa in motnje v homeostazi dopamina sta ključna elementa shizofrenije.
Stranski učinek THC-ja je vpliv na normalne fiziološke procese zorenja med adolescenco. Interakcija endogenega kanabinoida z receptorjem CB1 je kritično vpletena v zorenje možganov preko svoje regulacijske vloge v izločanju glutamata. Preko delovanja na receptor CB1 lahko THC vpliva na normalne fiziološke procese, kar vodi v moteno izločanje glutamata, drobne nevrotoksične učinke in posledične strukturne spremembe. Zorenje prefrontalnega korteksa je najpomembnejši proces v adolescenci. THC lahko vpliva na zorenje specifičnih nevronskih krogotokov v tem področju možganov. Zato lahko dolgotrajno uživanje THC-ja med adolescenco vpliva na razvoj shizofrenije. Uživanje THC-ja po končani adolescenci je manj kritično, saj je takrat zorenje prefrontalnega korteksa že končano.